# Дешковское
Дешковское, устар. Жаберы — озеро в Тверской области России, расположено на территории Торопацкого сельского поселения Андреапольского района. Принадлежит бассейну Западной Двины.
Расположено в центральной части района в 14 км к северо-западу от города Андреаполь. Вытянуто с северо-запада на юго-восток. Длина озеро около 1,2 км, ширина до 0,34 км. Площадь водной поверхности — 0,7 км², длина береговой линии — 4,4 км.
В западную часть озера впадает река Дебрянка, из восточного конца вытекает Русановка. Ранее озеро называлось Жаберы, а Русановка считалась верхним течением Жаберки.
На берегу озера расположены деревни Заозерье и Дешково.